# Марчук Володимир Павлович
Володимир Павлович Марчук (нар. 27 серпня 1953, с. Клюськ, Волинська область) — український живописець. Член Національної спілки художників України (1990). Голова Волинської обласної організації Національної спілки художників України (від 1994). Заслужений діяч мистецтв України (2017). Заслужений діяч культури Польщі (2012).

## Життєпис
Володимир Марчук народився 27 серпня 1953 року в селі Клюську, нині Турійської громади Ковельського району Волинської области України.
1980 року закінчив Львівський інститут прикладного та декоративного мистецтва (викладачі з фаху Теофіл Максисько, Володимир Овсійчук, Володимир Риботицький). Відтоді до 1994 року працював у Волинських художньо-виробничих майстернях.
Упродовж тривалого часу був головним організатором і куратором виставок у Галереї мистецтв Волинської організації Національної спілки художників України. Співініціатор та співорганізатор спільного багаторічного українсько-польського іконописного пленеру в селі Замлинні, що в прикордонній частині Волині. Під час цього заходу було створено пів тисячі ікон, які 75 разів експонувалися в Україні та Польщі.

## Творчість
Від 1989 — учасник обласних та всеукраїнських виставок. Персональні — у Львові, Трускавці (обидві — 2010); Холмі, Любліні, Цехануві (усі — 2013, Польща).
Творить у галузях станкового і монументального живопису. У доробку роботи з глибоким символізмом і національним колоритом, зокрема: пейзажі, натюрморти в реалістичному стилі, а також полотна на сакральну тематику. Деякі з них зберігаються у Волинській картинній галереї (Луцьк).
Основні картини:
- диптихи — «На Світязі» (1988), «Образи» (2000);
- триптихи — «Святі», «Велика утопія» (обидва — 1992); «Волинь. Народження сюжету», «Тривога», «Рівновага», «Доля», «Пошуки минулого» (усі — 1989), «Звір залякування» (1990), «Перетворення» (1991), «Повня» (1994), «Двоє» (1999);
- серії — «Реконструкція» (1988), «Ностальгія» (2008—2015).

## Нагороди
- заслужений діяч мистецтв України (8 листопада 2017) — за значний особистий внесок у розвиток національної культури і мистецтва, вагомі творчі здобутки та високу професійну майстерність[4];
- заслужений діяч культури Польщі (2012).